# Західна Греція
Західна Греція (грец. Περιφέρεια Δυτικής Ελλάδος) — периферія в західній частині республіки Греція. Центр периферії — місто Патри.
За адміністративним поділом 1997 року, включала номи: Ахея, Еліда і Етолія і Акарнанія, які від 1 січня 2011 року є децентралізованими периферійними одиницями.